# Vincent Coulin
Vincent Coulin (* 17. Mai 1735 in Genf; † 14. Dezember 1809) war ein Genfer Goldschmied.

## Leben
Über sein Leben und Wirken ist sehr wenig bekannt. Es ist jedoch sicher, dass er in seiner Geburtsstadt tätig war und am 3. März 1761 seinen Meistertitel erhielt. Zudem arbeitete er noch als Verpacker.
Seine beiden Brüder Jean und Jean Jacques waren ebenfalls als Goldschmiede in Genf tätig.